# Leesville (Ohio)
Leesville es una villa ubicada en el condado de Carroll en el estado estadounidense de Ohio. En el Censo de 2010 tenía una población de 158 habitantes y una densidad poblacional de 237,37 personas por km².

## Geografía
Leesville se encuentra ubicada en las coordenadas 40°27′7″N 81°12′35″O / 40.45194, -81.20972. Según la Oficina del Censo de los Estados Unidos, Leesville tiene una superficie total de 0.67 km², de la cual 0.67 km² corresponden a tierra firme y (0%) 0 km² es agua.

## Demografía
Según el censo de 2010, había 158 personas residiendo en Leesville. La densidad de población era de 237,37 hab./km². De los 158 habitantes, Leesville estaba compuesto por el 97.47% blancos, el 0% eran afroamericanos, el 0% eran amerindios, el 0% eran asiáticos, el 0% eran isleños del Pacífico, el 0% eran de otras razas y el 2.53% pertenecían a dos o más razas. Del total de la población el 0% eran hispanos o latinos de cualquier raza.